# 颶風艾莎
颶風艾爾莎（Hurricane Elsa）是2021年大西洋颶風季的第五個被命名的風暴和第一個颶風。

## 氣象歷史
6月29日晚間8時，一個低氣壓在維德角群島西南生成，美國海軍研究實驗室給予擾動編號97L。
7月1日上午5時，國家颶風中心判定其為一潛在熱帶氣旋，給予熱帶氣旋編號05L。上午9時，國家颶風中心將其升格為熱帶性低氣壓。下午3時，國家颶風中心將其升格為熱帶風暴，並命名為艾爾莎（Elsa）。艾爾莎是已知最早的第五個命名風暴衛星時代（1966年至今）大西洋盆地的記錄，打破了愛德華（Edouard）在2020年7月6日保持的紀錄。
7月2日晚間8時，國家颶風中心將其升格為一級颶風。
7月3日晚間11時，國家颶風中心將其降格為熱帶風暴。
7月7日上午8時，國家颶風中心將其再度升格為一級颶風。下午1時，國家颶風中心將其再度降格為熱帶風暴。
7月10日上午5時，國家颶風中心判定其已轉化為溫帶氣旋。

## 影響
在艾爾莎影響之下，巴巴多斯的树木被吹倒，屋顶被破坏，艾爾莎造成當地大面积停电，并引发山洪暴发。在加勒比地区，至少有4人因艾爾莎而身亡。在古巴，至少有3人死亡，10万人疏散。